# Parthenodes paralleloidalis
Parthenodes paralleloidalis is een vlinder uit de familie van de grasmotten (Crambidae). De wetenschappelijke naam van de soort is voor het eerst gepubliceerd in 1937 door Anton Klima.
De soort komt voor in Peru.